# Liarea aupouria
Liarea aupouria là một phân loài ốc đất liền, là động vật chân bụng sống trên cạn động vật thân mềm thuộc phân họ Pupinidae.

## Phân loài
- Liarea aupouria aupouria Powell, 1954
- Liarea aupouria tara Powell, 1954